# 贾尔尼·雷吉尼-莫兰
贾尔尼·雷吉尼-莫兰（英語：Giarnni Regini-Moran，1998年8月2日—）生于大雅茅斯，是一名英国男子竞技体操运动员。他的父亲拥有爱尔兰血统，母亲则拥有意大利血统。他三岁时开始接触体操，2004年开始参加体操比赛。他的弟弟和妹妹也都练习体操运动。他曾在2016年遭遇重大伤病，这一伤病持续大约12个月，让他一度有了退役的念头，但最终他仍决定坚持下来。